# 超進化
《超進化》（显示为「ƎVOLVE」）是美国摇滚乐队謎幻樂團的第三張录音室专辑，由Kidinakorner和新視鏡唱片于2017年6月23日发行。当乐队完成他们的上一張专辑《謎霧幻鏡》（Smoke + Mirrors）和世界巡演之后，2016年乐队自愿休息了一年，从乐队的社交媒体中得到的一些神秘的消息似乎指明了他们第三张专辑的信息。最终专辑在2017年5月9日公佈，并开始接受预定。與《夜視界》和《謎霧幻鏡》进行比较，乐队的主唱丹·雷諾茲解释道这将会是一张代表着“梦龙进化”的专辑。
專輯最高拿下美國《告示牌》二百強榜第二位，并收穫樂評人褒獎不一的評價。专辑推出的主打單曲有信徒（"Believer"）、雷電交錯（"Thunder"）、不顧一切（"Whatever It Takes"）和在我身邊（"Next to Me"）。乐队為专辑安排的巡迴演唱會于2017年9月啓程，由Live Nation出品，并由Grouplove和K.Flay做为特殊嘉宾。專輯提名第60届格莱美奖的最佳流行演唱專輯獎。

## 背景
在2016年1月，繼《謎霧幻鏡》和一个長達10个月的巡演获得了成功之后，謎幻樂團的成员发誓要从乐队抽出一段时间进行休息。在他们在公告牌的一次采访中，主唱丹·雷諾茲说团队会在今年余下来的时间进行休息，并解释道“我们（梦龙乐队）在之前的流年里从来没有间断过，所以我们强迫i我们自己休息一年” 。整个2016年，乐队也为原声带贡献了一些歌曲：不是今天（"Not Today"）、殤痛殺客（"Sucker for Pain"）和漂浮空中（"Levitate"），也在一些演出上进行了表演。
乐队于2016年9月13号开始了它们第三张专辑的首次测试，一张吉他弹奏者韦恩·瑟蒙在乐队的录音房中的照片在那天泄漏，这所意味的神秘信息在接下来的几个月里一直存在。在2017年1月24日，乐队发了一个内容为「goodnight +」的推特，实际上意味着《謎霧幻鏡》时期的结束。

## 創作
乐队的主导者丹·雷諾茲提道这将会是一张代表着“梦龙进化”的专辑，和《夜視界》、《謎霧幻鏡》进行比较来说。專輯的音樂類型被描述為歸類爲流行搖滾，同時擁有節奏藍調、嘻哈和電子舞曲元素。

## 宣传
在专辑发售前一个月，謎幻樂隊在多个社交媒体的动态上都使用了"ƎE"标题。团队在2017年5月8日公布了他们的第三张专辑，在同一天，不顾一切单曲发售之后的太平洋时间晚上9点钟开始接受预定。

## 主打单曲
从2017年1月28号开始，乐队發推了四只视频为新专辑造势。这些延时摄影视频的主要特点是主唱丹·雷諾茲在画板上画一些离奇的图像。在视频中隐隐出现了摩斯电码，意思是“同样颜色的物体（objects of same color）”。在2017年2月1日，首发主打单曲《信徒》发布了。为推廣，歌曲被采用于第五十一届超级碗的任天堂Switch商业广告中，同樣被2017年電影《東方快車謀殺案》的預告片采用。歌曲最高《公告牌》热门百强榜第十三位。由雷諾兹和演員杜夫·龙格尔出演的视频于2017年3月7日播出。
第二支主打單曲雷電交錯于207年4月27日釋出，最高热门百强榜第七十位。音樂錄像帶是由導演约瑟夫·卡恩在迪拜取景拍摄，于5月2日播出。
第三支主打單曲不顧一切于2017年10月6日在英國釋出，之後擴至美國。 最高《告示牌》熱門百强榜第十二名。最終以專輯的第一支宣傳單曲釋出。
第四支主打單曲在我身邊于2018年2月21日釋出，同時宣佈延長夏季巡演的日期。

### 宣传单曲
歌曲高空钢索（"Walking the Wire"）從2018年3月21日開始可在各大音樂串流與販售平台上購買或串流、下載。

## 巡演
在2017年5月9日，乐队在推特上宣布，计划于2017年9月26日在亚利桑那州的凤凰城啓動Evolve World Tour。系列巡演将会有Live Nation作为制作人，Grouplove和K.Flay作为特殊嘉宾。

## 市場反響
專輯《超進化》憑藉十四萬七千的专辑等价单位空降美國《告示牌》二百强榜第二位，其中有十萬九千為純專輯銷量。是謎幻樂隊的第三张前五強专辑。專輯于2017年10月31日獲得美國唱片業協會的白金認證。

## 曲目列表
| 曲序     | 曲目                                | 词曲 | 制作人                              | 时长  |
| -------- | ----------------------------------- | --- | ----------------------------------- | ----- |
| 1.       | 不明所以 "I Don't Know Why"         | 丹·雷诺兹 韦恩·瑟蒙 （ 英语 ： Wayne Sermon） 本·麦凯 （ 英语 ： Ben McKee） 丹尼尔·普拉斯曼 （ 英语 ： Daniel Platzman） 罗宾·弗雷德里克森 玛蒂阿斯·拉尔森 贾斯汀·特兰特 （ 英语 ： Justin Tranter） | 马特曼和罗宾                        | 3:10  |
| 2.       | 不顾一切 "Whatever It Takes"        | 丹 韦恩 本 丹尼尔 喬爾·立特 | 乔尔                                | 3:21  |
| 3.       | 信徒 "Believer"                     | 丹 韦恩 本 丹尼尔 罗宾 玛蒂阿斯 贾斯汀 | 马特曼和罗宾                        | 3:24  |
| 4.       | 舉步維艱 "Walking the Wire"         | 丹 韦恩 本 丹尼尔 罗宾 玛蒂阿斯 贾斯汀 | 马特曼和罗宾                        | 3:52  |
| 5.       | 起来 "Rise Up"                      | 丹 韦恩 本 丹尼尔 约翰·希尔 （ 英语 ： John Hill (record producer)） | 约翰                                | 3:51  |
| 6.       | 我会补偿你 "I'll Make It Up to You" | 丹 韦恩 本 丹尼尔 蒂姆·伦道夫 | 蒂姆                                | 4:22  |
| 7.       | 昨日 "Yesterday"                    | 丹 韦恩 本 丹尼尔 亚历山大·格兰特 （ 英语 ： Alex da Kid） 贾森·德祖齐奥                                                                                       | 亚历克斯·达·基德 （ 英语 ： Alex da Kid） 贾森 | 3:25  |
| 8.       | 河流之口 "Mouth of the River"       | 丹 韦恩 本 丹尼尔 蒂姆·伦道夫 | 蒂姆                                | 3:41  |
| 9.       | 雷電交錯 "Thunder"                  | 丹 韦恩 本 丹尼尔 亚历山大 贾森 | 亚历克斯 贾森                       | 3:07  |
| 10.      | 重新来过 "Start Over"               | 丹 韦恩 本 丹尼尔 罗宾 玛蒂阿斯 贾斯汀 | 马特曼和罗宾                        | 3:06  |
| 11.      | 黑暗漫舞 "Dancing in the Dark"      | 丹 韦恩 本 丹尼尔 亚历山大 | 亚历克斯                            | 3:53  |
| 总时长： | 总时长：                            | 总时长： | 总时长：                            | 39:12 |

| 再版（仅限數位版） | 再版（仅限數位版） | 再版（仅限數位版）                              | 再版（仅限數位版） | 再版（仅限數位版） |
| 曲序               | 曲目               | 词曲                                            | 制作人             | 时长               |
| ------------------ | ------------------ | ----------------------------------------------- | ------------------ | ------------------ |
| 1.                 | Next to Me         | 丹 韦恩 本 丹尼尔 亚历山大                      | 亚历克斯           | 3:50               |
| 2.                 | 不明所以           | 丹 韦恩 本 丹尼尔 罗宾 玛蒂阿斯 贾斯汀          | 马特曼和罗宾       | 3:10               |
| 3.                 | 不顾一切           | 丹 韦恩 本 丹尼尔 喬爾·立特                     | 乔尔               | 3:21               |
| 4.                 | 信徒               | 丹 韦恩 本 丹尼尔 罗宾 玛蒂阿斯 贾斯汀          | 马特曼和罗宾       | 3:24               |
| 5.                 | 起来               | 丹 韦恩 本 丹尼尔 罗宾 玛蒂阿斯 贾斯汀          | 马特曼和罗宾       | 3:52               |
| 6.                 | 高空钢索           | 丹 韦恩 本 丹尼尔 约翰                          | 约翰               | 3:51               |
| 7.                 | 我会补偿你         | 丹 韦恩 本 丹尼尔 蒂姆·伦道夫                   | 蒂姆               | 4:22               |
| 8.                 | 昨日               | 丹 韦恩 本 丹尼尔 亚历山大·格兰特 贾森·德祖齐奥 | 亚历克斯 贾森      | 3:25               |
| 9.                 | 河流之口           | 丹 韦恩 本 丹尼尔 蒂姆·伦道夫                   | 蒂姆               | 3:41               |
| 10.                | 雷电               | 丹 韦恩 本 丹尼尔 亚历山大 贾森                 | 亚历克斯 贾森      | 3:07               |
| 11.                | 重新来过           | 丹 韦恩 本 丹尼尔 罗宾 玛蒂阿斯 贾斯汀          | 马特曼和罗宾       | 3:06               |
| 12.                | 黑暗漫舞           | 丹 韦恩 本 丹尼尔 亚历山大                      | 亚历克斯           | 3:53               |
| 总时长：           | 总时长：           | 总时长：                                        | 总时长：           | 43:02              |

| 豪华版 加值曲目 | 豪华版 加值曲目      | 豪华版 加值曲目                        | 豪华版 加值曲目 | 豪华版 加值曲目 |
| 曲序            | 曲目                 | 词曲                                   | 制作人          | 时长            |
| --------------- | -------------------- | -------------------------------------- | --------------- | --------------- |
| 12.             | 漂浮空中 "Levitate"  | 丹 韦恩 本 丹尼尔 蒂姆                 | 蒂姆            | 3:18            |
| 13.             | 不是今天 "Not Today" | 丹 韦恩 本 丹尼尔 Michael Daly         |                 | 4:18            |
| 14.             | 信徒（卡斯科混音）   | 丹 韦恩 本 丹尼尔 罗宾 玛蒂阿斯 贾斯汀 | 马特曼和罗宾    | 3:14            |
| 总时长：        | 总时长：             | 总时长：                               | 总时长：        | 50:02           |

| 日本版   | 日本版   | 日本版          | 日本版 |
| 曲序     | 曲目     | 词曲            | 时长   |
| -------- | -------- | --------------- | ------ |
| 15.      | Roots    | 丹 韦恩 本 蒂姆 | 2:55   |
| 总时长： | 总时长： | 总时长：        | 52:57  |

## 榜单
| 榜单（2017年至18年）                      | 最高 排名 |
| ----------------------------------------- | --------- |
| 澳大利亞（ARIA專輯榜）                    | 4         |
| 奧地利（奧地利Ö3專輯榜）                  | 2         |
| 比利時法蘭德斯（Ultratop專輯榜）          | 5         |
| 比利時瓦隆（Ultratop專輯榜）              | 2         |
| 加拿大（《告示牌》Canadian Albums Chart） | 1         |
| 捷克（ČNS IFPI專輯榜）                    | 1         |
| 丹麥（Hitlisten專輯榜）                   | 6         |
| 荷蘭（MegaCharts專輯榜）                  | 2         |
| 芬蘭（Suomen virallinen lista專輯榜）     | 1         |
| 法國（SNEP專輯榜）                        | 3         |
| 德國（Offizielle Top 100專輯榜）          | 3         |
| 匈牙利（MAHASZ專輯榜）                    | 19        |
| 愛爾蘭（IRMA專輯榜）                      | 3         |
| 義大利（FIMI專輯榜）                      | 3         |
| 墨西哥（AMPROFON）                        | 4         |
| 紐西蘭（RMNZ專輯榜）                      | 3         |
| 挪威（VG-lista專輯榜）                    | 1         |
| 波蘭（ZPAV專輯榜）                        | 1         |
| 葡萄牙（AFP專輯榜）                       | 7         |
| 蘇格蘭（OCC專輯榜）                       | 3         |
| 西班牙（PROMUSICAE專輯榜）                | 3         |
| 瑞典（Sverigetopplistan專輯榜）           | 2         |
| 瑞士（Schweizer Hitparade專輯榜）         | 1         |
| 英國（OCC專輯榜）                         | 3         |
| 美国（《告示牌》200）                     | 2         |
| 美國（《告示牌》Top Alternative Albums）  | 1         |
| 美國（《告示牌》Top Rock Albums）         | 1         |

| 榜单（2017年）                    | 排名 |
| --------------------------------- | ---- |
| 澳大利亚（ARIA专辑榜）            | 28   |
| 奧地利（Ö3 Austria专辑榜）        | 25   |
| 比利时法蘭德斯（Ultratop专辑榜）  | 35   |
| 比利时瓦隆（Ultratop专辑榜）      | 49   |
| 加拿大（《公告牌》专辑榜）        | 12   |
| 丹麦（Hitlisten专辑榜）           | 52   |
| 荷兰（MegaCharts专辑榜）          | 26   |
| 德国（Offizielle Top 100专辑榜）  | 33   |
| 意大利（FIMI专辑榜）              | 21   |
| 墨西哥（AMPROFON专辑榜）          | 43   |
| 新西兰（RMNZ专辑榜）              | 26   |
| 波兰（ZPAV专辑榜）                | 36   |
| 瑞典（Sverigetopplistan专辑榜）   | 6    |
| 瑞士（Schweizer Hitparade专辑榜） | 20   |
| 英国（OCC专辑榜）                 | 72   |
| 美国（《公告牌》两百强专辑榜）    | 24   |

## 销量认证
| 地區                                                       | 认证    | 认证单位/销量 |
| ---------------------------------------------------------- | ------- | ------------- |
| 奥地利（國際唱片業協會奧地利分會）                         | 白金    | 15,000‡       |
| 法国（法國唱片出版業公會）                                 | 2× 白金 | 200,000‡      |
| 德国（聯邦音樂產業協會）                                   | 金      | 100,000‡      |
| 意大利（意大利音乐产业联盟）                               | 白金    | 50,000*       |
| 墨西哥（墨西哥音像製品協會）                               | 2×      | 120,000^      |
| 荷兰（荷蘭音像製品製作與進口協會）                         | 白金    | 40,000‡       |
| 新西兰（新西兰唱片音乐协会）                               | 2× 白金 | 30,000‡       |
| 挪威（國際唱片業協會挪威分会）                             | 2× 白金 | 40,000*       |
| 波兰（波蘭音像製造商協會）                                 | 金      | 10,000‡       |
| 瑞典（瑞典唱片業協會）                                     | 白金    | 30,000‡       |
| 英国（英国唱片业协会）                                     | 金      | 100,000‡      |
| 美国（美國唱片業協會）                                     | 白金    | 1,000,000‡    |
| *僅含認證的實際銷量 ^僅含認證的出貨量 ‡僅含認證的+實際銷量 |         |               |

## 備註
1. ↑  专辑中文名为中国大陆星外星引进版官方译名（[1]）和台湾环球唱片引进版官方译名（[2]）